# ماركو مانسينيلي
ماركو مانسينيلي (بالإيطالية: Marco Mancinelli)‏ هو لاعب كرة قدم إيطالي في مركز الوسط، ولد في 31 يناير 1982 في ريكاناتي في إيطاليا. شارك مع منتخب إيطاليا تحت 20 سنة لكرة القدم. أما مع النوادي، فقد لعب مع نادي أسكولي ونادي أنكونا ونادي ليكو وهيلاس فيرونا.